# Кунстхаус (Дрезден)
Кунстхаус Дрездена (нем. Kunsthaus Dresden) — художественный музей в городе Дрезден (земля Саксония), открытый в 1991 году в барочном здании, построенном в 1740 и входящим в список памятников архитектуры города; является частью музейной ассоциации «Museen der Stadt Dresden» и специализируется на выставках, посвящённых международному современному искусству; помимо выставок, проводит фестивали, серии лекций и реализует иные образовательные проекты, включая школьные.

## История и описание

### История
С момента своего основания в 1991 году Кунстхаус Дрездена считается основным городским художественным центром, посвящённым современному международному искусству; молодёжное современное искусства Дрездена также входит в компетенцию зала. Галерея разместилась в барочном здании, которое было построено в современном районе Innere Neustadt около 1740 года. Дом расположен на улице Rähnitzgasse, которая в XVIII веке являлась связующей дорогой между поселениями Altendresden и Rähnitz. Здание Кунстхауса является самым южным из сохранившихся зданий, которые когда-то образовывали барочный квартал вокруг улицы Кёнигштрассе; сегодня непосредственно рядом с музейным зданием расположены панельный дома, стоящие вокруг площади Нойштадтер-Маркт — данные строения заменили собой здания, разрушенные во время воздушных налетов в 1945 году.
Недалеко от Кунстхауса расположены музеи «Kügelgenhaus — Museum der Dresdner Romantik», открытый в 1981 году, и Японский дворец, в котором размещаются Дрезденский этнографический музей и Зенкенбергская коллекция по естествознанию. В 2010 году непосредственно перед музеем и по его инициативе городскими властями была создана площадь Kunsthausplatz; автором проекта площади стал художник и архитектор Йозеф Легран (род. 1957).
История сегодняшнего Кунстхауса в Дрездене начинается в 1981 году, когда в том же здании для выставочных целей была создана художественная галерея «Galerie Rähnitzgasse»; в этот момент бывшее жилое здание, построенное в типичном для дрезденского Нойштадта стиле, было преобразовано в выставочное пространство. С 1984 по 1990 год здание являлось резиденцией «Центра художественных выставок» (Zentrums für Kunstausstellungen), который организовал 9-ю и 10-ю Художественную выставку ГДР (Kunstausstellung der DDR) — часть этих масштабных выставок была представлена и в дрезденском здании. В периоды между крупными художественными событиями здесь демонстрировались регулярно меняющиеся временных выставки, включавшие в себя и произведения современного искусства — иногда они проходили в сотрудничестве с зарубежными партнерами.
После второго объединения Германии, художественно пространство было перестроено, а выставочная политика подверглась изменению: если ранее основное внимание галерея уделяла местному и национальному искусству, то теперь оно стало тесно связано с международной культурой и искусством — стало служить платформой для презентации современных тенденций в мировом искусстве. Такая переориентация первоначально сопровождалась и резким сокращением персонала: с 10 человек до 3 постоянных сотрудников на 2002 год; с 2018 года музейная «команда» состоит из четырех постоянных сотрудников.
С 1995 по 2001 год «домом искусств» управлял историк искусства Харальд Кунде (род. 1962), ставший в 2012 году куратором Музея Курхаус в Клеве. С весны 2003 года руководителем являлась Кристиана Меннике-Шварц (Christiane Mennicke-Schwarz, род. 1969). С 2017 года Кунстхаус является частью союза музеев города Дрезден «Museen der Stadt Dresden». В период с августа 2018 года до апреля 2019 года Кунстхаус был закрыт из-за ремонта, необходимого как для принятия мер противопожарной защиты, так и для повышения качества выставочного пространства, требующегося для реализации новых проектов.

### Деятельность
Основной деятельностью Кунстхауса является проведение временных выставок — как групповых, так и персональных — произведений современного искусства; галерея также видит себя посредником в сфере современного искусства и образовательной организацией — с программой, направленной на достижение понимания современных тенденций в искусстве. С 2009 года часть музейной программы выносится за пределами основного здания — она проводится в школах Дрездена и в регионе в целом. Масштабная программа включает в себя лекции, семинары, серии фильмов, спектакли, концерты и экскурсии, предлагаемые для всей заинтересованной (в особенности — молодёжной) аудитории.
Кунстхаус использует и городские общественные пространства: он проводит выставки в том числе и на площадях Theaterplatz и Neumarkt. Так фестиваль «Am Fluss / At the River, zu Kulturen des Ankommens / On Cultures of Arrival» (букв. «на реке»), который впервые состоялся в 2016 году, получил освещение в прессе — как и возведение временного мемориального «памятника», созданного немецко-сирийским художником Манафом Хальбуни (Manaf Halbouni). Другим событием стал междисциплинарный проект «Vot ken you mach?», проходивший с 2014 по 2016 год в Дрездене и Вроцлаве — при поддержке местного Музея современного искусства (Muzeum Współczesne Wrocław, MWW).